# Heringia pisticoides
Heringia pisticoides är en tvåvingeart som först beskrevs av Samuel Wendell Williston  1887.  Heringia pisticoides ingår i släktet gallblomflugor, och familjen blomflugor. Inga underarter finns listade i Catalogue of Life.